# Operação Spoofing
Operação Spoofing é uma operação policial brasileira deflagrada pela Polícia Federal em 23 de julho de 2019, com o objetivo de investigar as invasões às contas de Telegram de autoridades brasileiras e de pessoas relacionadas à operação Lava Jato. A operação foi assim batizada pois spoofing significa falsificação tecnológica que procura enganar uma rede ou uma pessoa fazendo-a acreditar que a fonte de uma informação é confiável quando, na realidade, não é.
De acordo com a Polícia Federal, mais de mil celulares foram atacados, com mais de cinco mil chamadas maliciosas realizadas de um mesmo provedor de VoIP (voz sobre IP).

## Investigação

### Acesso às contas do Telegram
Na decisão que autorizou a prisão temporária de quatro suspeitos, o Juiz federal Vallisney de Oliveira, da 10ª Vara da Justiça Federal, de Brasília, diz que as investigações apontaram que os supostos hackers tiveram acesso ao código enviado pelos servidores do aplicativo Telegram para o celular das vítimas fazendo inúmeras ligações via robô para o número de telefone das vítimas, a fim de que a linha ficasse ocupada e a ligação contendo o código de ativação do serviço Telegram Web fosse direcionada para a caixa postal da vítima. Uma vez recebida a mensagem na caixa postal da vítima, os hackers então, podem aceder a essa secretária eletrônica a fim de conseguir o código que permitirá abrir o aplicativo. As chamadas dos hackers para os celulares das vítimas foram feitas com um serviço Voip, que permite fazer uma ligação a partir da internet e criar um "disfarce" para o número que está ligando. Por isso, as vítimas informaram que receberam várias ligações de seu próprio número. 
O método utilizado pelos hackers já era conhecido: em 2011, o jornal britânico "News of the World" encerrou suas atividades após ficar comprovado que a publicação teve envolvimento direto na invasão das caixas de mensagens de diversas pessoas públicas e do noticiário. Além disso, em 2018, uma palestra do especialista Martin Vigo na tradicional conferência de segurança digital DEF CON, em Las Vegas, provou que era possível hackear a caixa postal de qualquer pessoa para driblar a segurança de serviços de internet.
Especialistas em segurança digital, porém, não acreditam que o modus operandi tenha sido exatamente este, já que fazer este mesmo procedimento em mais de 1.000 celulares, um por um, em poucos meses, é improvável.

### Repasse de informações aoThe Intercept
Em junho de 2019, o periódico virtual The Intercept publicou matéria com vazamento, de fonte anônima, de conversas no aplicativo Telegram entre o ex-juiz Sergio Moro e o promotor Deltan Dallagnol no âmbito da Operação Lava Jato com evidências de "discussões internas e atitudes altamente controversas, politizadas e legalmente duvidosas da força-tarefa da Lava Jato".
Em 23 de julho de 2019, a PF deflagrou a operação, prendendo quatro pessoas, e apontando movimentação suspeita de 600 mil reais por dois desses suspeitos de espionar Moro.
Em 24 de julho de 2019, órgãos de imprensa noticiaram que Walter Delgatti Neto, o "Vermelho", confessou à Polícia Federal que foi o responsável pela invasão do celular do ministro Sergio Moro e de várias outras autoridades.
O hacker preso posteriormente confirmou à Polícia Federal ter passado ao site The Intercept as informações furtadas.
Além de Sergio Moro e de vários procuradores, a atuação do hacker afetou importantes autoridades dos três poderes, incluindo o presidente Jair Bolsonaro, ministros do STF e do STJ, Raquel Dodge, Rodrigo Maia e Davi Alcolumbre.
Preso pela Polícia Federal, Walter Delgatti Neto reconstituiu em depoimento como invadiu as contas do aplicativo Telegram do ministro Sergio Moro: segundo seu depoimento, ele começou os ataques por um promotor de Justiça (Marcel Zanin) que teria sido o responsável pelo oferecimento de uma denúncia contra ele pelo crime de tráfico de drogas. A partir da conta de Marcel Zanin, ele teve acesso a um grupo no Telegram chamado "Valoriza MPF". A partir do grupo, invadiu um dos procuradores que teria o telefone do deputado federal Kim Kataguiri. Ao acessar a conta do deputado, chegou ao número do ministro do Supremo Tribunal Federal Alexandre de Moraes. Pela agenda do ministro, o hacker conseguiu os telefones do ex-procurador-geral da República Rodrigo Janot e, a partir dele, chegou aos contatos de integrantes da força-tarefa da Lava-Jato, entre eles o do procurador Deltan Dallagnol. Só então Delgatti obteve o número da autoridade cuja conta invadida motivou o início das investigações: Sérgio Moro.
Ele informou ainda que repassou essas informações, de forma anônima, ao jornalista Glenn Greenwald após conseguir seu contato com a ex-deputada federal Manuela D'Ávila. Horas depois, em nota divulgada via sua conta no Twitter, Manuela confirmou que "repassou o contato do renomado jornalista investigativo Glenn Greenwald" a um hacker que invadiu seu celular.
Walter Delgatti, o hacker da Lava Jato, responsável por roubar informações de importantes autoridades dos três poderes, possui também extensa ficha criminal, incluindo crimes de estelionato e de falsificação de documentos. 